# FIFA Puskás Award 2014
Il FIFA Puskás Award 2014, sesta edizione del premio per il gol ritenuto più bello dell'anno, è stato vinto da James Rodríguez per la rete segnata con la maglia della Nazionale colombiana contro l'Uruguay il 28 giugno 2014 negli ottavi di finale del campionato mondiale di calcio 2014. Il giocatore colombiano ha ricevuto il 42% dei voti espressi nella seconda fase del sondaggio, a cui hanno partecipato i tre calciatori più votati nella prima fase.

## Classifica
| Pos.             | Giocatore          | Squadra             | Avversario        | Risultato | Competizione                                            | Percentuale |
| ---------------- | ------------------ | ------------------- | ----------------- | --------- | ------------------------------------------------------- | ----------- |
| 1                | James Rodríguez    | Colombia            | Uruguay           | 2–0       | Ottavi di finale del campionato mondiale di calcio 2014 | 42%         |
| 2                | Stephanie Roche    | Peamount United     | Wexford Youths    | 2–0       | Women's National League 2013-2014                       | 33%         |
| 3                | Robin van Persie   | Paesi Bassi         | Spagna            | 5-1       | Fase a gironi del campionato mondiale di calcio 2014    | 11%         |
| Non classificati | Tim Cahill         | Australia           | Paesi Bassi       | 2–3       | Fase a gironi del campionato mondiale di calcio 2014    |             |
| Non classificati | Diego Costa        | Atlético Madrid     | Getafe            | 7-0       | Primera División 2013-2014                              |             |
| Non classificati | Marco Fabián       | Cruz Azul           | Puebla            | 1–0       | Liga MX 2013-2014                                       |             |
| Non classificati | Zlatan Ibrahimović | Paris Saint-Germain | Bastia            | 4-0       | Ligue 1 2013-2014                                       |             |
| Non classificati | Pajtim Kasami      | Fulham              | Crystal Palace    | 4–1       | Premier League 2013-2014                                |             |
| Non classificati | Camilo Sanvezzo    | Vancouver Whitecaps | Portland Timbers  | 2-2       | Stagione regolare della Major League Soccer 2013        |             |
| Non classificati | Hisato Satō        | Sanfrecce Hiroshima | Kawasaki Frontale | 2–1       | J. League Division 1 2014                               |             |